# Ursula Richter (sociologue)
Pour les articles homonymes, voir Ursula Richter.
Ursula Richter (Berlin, 30 mai 1942) est une sociologue allemande. 